# رووکا (نبراسکا)
رووکا(به انگلیسی: Roca) شهری در ایالت نبراسکا کشور ایالات متحده آمریکا است که جمعیت آن در سرشماری سال ۲۰۱۰ میلادی، ۲۲۰ نفر بوده‌است.